# Бенелукс
Бенелукс (хол. Benelux Unie), економска је унија у западној Европи која се састоји од 3 монархије Белгије, Холандије и Луксембурга(België, Nederland и Luxembourg). Име је формирано од почетних слова сваке од држава.
Уговор којим је основна „Царинска унија Бенелукса“ потписале су 1944. године владе трију земаља у егзилу у Лондону, а ступио је на снагу 1947. Унија је прекинула са постојањем 1960. године, када ју је заменила Економска унија Бенелукса. Њој је претходила (и даље постојећа) Економска унија Белгија-Луксембург, основана 1921. године.
Оснивање уније је допринело оснивању Европске уније (ЕУ), мада су директне претече ЕУ основани касније (Европска заједница за угаљ и челик (ЕЗУЧ) 1951. и Европска заједница 1957. године). Ове три државе су такође биле земље оснивачи ових организација, заједно са Западном Немачком, Француском и Италијом.
Парламент Бенелукса (у почетку познат као Међупарламентарни консултативни савет) је формиран 1955. године. Ова парламентарна скупштина се састоји од 21 члана холандског парламента, 21 члана белгијског националног и регионалног парламента и 7 чланова луксембуршког парламента.
Уговор по коме је основана Економска унија Бенелукса (Benelux Economische Unie/Union Économique Benelux) је потписан 1958. године, а ступио је на снагу 1960. како би унија промовисала слободан покрет радника, капитал, сервисе итд. Генерални секретаријат се налази у Бриселу. Уједињење закона трију земаља Бенелукса се углавном постиже регулацијама Савета министара, које само везују ове три државе, али се не могу директно применити на њихове унутрашње правне поретке. Такође постоји велики број конвенција Бенелукса које се тичу разних ствари.
1965. године, потписан је уговор по којем се основао Суд Бенелукса. Ступио је на снагу 1975. године. Суд, који се састоји од судија из највиших судова трију земаља, мора да гарантује једнозначну интерпретацију општих правних закона. Ова међународна правна институција се налази у Бриселу.
Бенелукс је посебно активан у пољу интелектуалне својине. Три државе су основале „Канцеларију за робне марке Бенелукса“ и „Канцеларију за дизајн Бенелукса“, од којих се обе налазе у Хагу. 2005. године је склопљен уговор по коме се оснива „Организација за интелектуалну својину Бенелукса“ која ће заменити ове канцеларије када уговор ступи на снагу.
Уговор по коме је основана Економска унија Бенелукса ће истећи 2010. године. Највероватније ће је заменити нова правна инфраструктура, узимајући у обзир еволуције од 1950-их, које се одвијају и унутар ове три државе, и у односу на европску интеграцију.

## Карактеристике

### Земље
|                               | Краљевина Белгија                                                                         | Краљевина Холандија                                                                          | Велико Војводство Луксембург                                                                          |
| ----------------------------- | ----------------------------------------------------------------------------------------- | -------------------------------------------------------------------------------------------- | --- |
| Застава                       | Белгија                                                                                   | Холандија                                                                                    | Луксембург                                                                                            |
| Грб                           | Belgium                                                                                   | Netherlands                                                                                  | Luxembourg                                                                                            |
| Званични локални назив        | Koninkrijk België Royaume de Belgique Königreich Belgien                                  | Koninkrijk der Nederlanden                                                                   | Groussherzogtum Lëtzebuerg Großherzogtum Luxemburg Grand-Duché de Luxembourg                          |
| Уобичајено име                | Белгија                                                                                   | Холандија                                                                                    | Луксембург                                                                                            |
| Становништво (2016)           | 11.358.379                                                                                | 17.203.616                                                                                   | 575.747                                                                                               |
| Површина                      | 30.28 km²                                                                                 | 41.43 km²                                                                                    | 2.86, km²                                                                                             |
| Густина популације            | 363,6/km²                                                                                 | 407,/km²                                                                                     | 194,1/km²                                                                                             |
| Престоница                    | Брисел                                                                                    | Амстердам                                                                                    | Луксембург Сити                                                                                       |
| Највеће урбане области        | Брисел : 2.500.000 Антверпен : 1.200.000 Лијеж : 749.110 Гент : 594.582 Шарлроа : 522.522 | Амстердам : 2,480.394 Ротердам : 1.181.284 Хаг : 1.054.793 Утрехт : 656.342 Харлем : 424.601 | Луксембург Сити : 180.000 Еш сир Алзет : 33.939 Диферданж : 24.805 Диделанж : 20.003 Етелбрек : 8.544 |
| Облик владе                   | Федерална парламентарна уставна монархија                                                 | Унитарна парламентарна уставна монархија                                                     | Унитарна парламентарна уставна монархија                                                              |
| Садашњи шефови држава и влада | Филип (монарх) Александер Де Кру (премијер)                                               | Вилем-Александер (монарх) Марк Руте (премијер)                                               | Хенри (монарх) Гзавије Бетел (премијер)                                                               |
| Званични језици               | Холандски, француски, немачки                                                             | Холандски, регионални: енглески, фризијски, Papiamento/Papiamentu                            | Француски, немачки, луксембуршки                                                                      |
| Главне религије               | 58% католичка 16% други хришћани 5% ислам 2% друге религије                               | 49.2% нерелигиозни 24.4% католици 15.8% протестанти 4.9% ислам                               | 68% католици 3% протестанти 3% други хришћани 2% ислам                                                |
| БДП (номинални)               | $454,687 милијарде                                                                        | $938,419 милијарде                                                                           | $57,423 милијарде                                                                                     |
| БДП (номинални) по становнику | $40.107                                                                                   | $43.603                                                                                      | $101.994                                                                                              |
| БДП (ППП)                     | $494,121 милијарде                                                                        | $832,623 милијарде                                                                           | $55,730 милијарде                                                                                     |
| БДП (ППП) по становнику       | $43.585                                                                                   | $49.166                                                                                      | $98.987                                                                                               |
| Реална стопа раста БДП-а      | 1,30%                                                                                     | 1,80%                                                                                        | 4,40%                                                                                                 |
| Валута                        | Евро                                                                                      | Евро United States dollar                                                                    | Евро                                                                                                  |
| Војна лица                    | 37.500                                                                                    | 46.500                                                                                       | 1.510                                                                                                 |
| Радна снага                   | 5.279.000                                                                                 | 7.884.000                                                                                    | 265.800                                                                                               |

### Придружене територије
| Застава                       | Аруба                                                                     | Курасао                                                           | Свети Мартин (Холандија)                                          |                     |                     |                     |
| Грб                           | Aruba                                                                     | Curaçao                                                           | Sint Maarten                                                      |                     |                     |                     |
| Званични локални назив        | Земља Аруба                                                               | Земља Курасао/ Пајс Корсоу                                        | Земља Свети Мартин                                                |                     |                     |                     |
| Становништво (2016)           | 104.822                                                                   | 159.371                                                           | 39.537                                                            |                     |                     |                     |
| Површина                      | 180 km²                                                                   | 444 km²                                                           | 34 km²                                                            |                     |                     |                     |
| Густина становника            | 575,21/km²                                                                | 344/km²                                                           | 1110/km²                                                          |                     |                     |                     |
| Престоница                    | Орањестад                                                                 | Вилемстад                                                         | Филипсбург                                                        |                     |                     |                     |
| Облик владе                   | Унитарна парламентарна уставна монархија                                  | Унитарна парламентарна уставна монархија                          | Унитарна парламентарна уставна монархија                          |                     |                     |                     |
| Суверена држава               | Краљевина Холандија                                                       | Краљевина Холандија                                               | Краљевина Холандија                                               | Краљевина Холандија | Краљевина Холандија | Краљевина Холандија |
| Садашњи шефови држава и влада | Вилем-Александер (монарх) Евелин Вевер-Кроес (премијер)                   | Вилем-Александер (монарх) Гилмар Писас (премијер)                 | Вилем-Александер (монарх) Силверија Јакобс (премијер)             |                     |                     |                     |
| Званични језици               | Холандски, папијаменто                                                    | Холандски, енглески, папијаменто                                  | Холандски, енглески                                               |                     |                     |                     |
| Главне религије               | 75,3% католици 4,9% протестанти 1,7% јеховини сведоци 1,2% друге религије | 72,8%, католици 6,6% пентекосталци 3,2% протестанти 3% адвентисти | 41,9% протестанти 33,1% католици 5,2% хиндуси 4,1% други хришћани |                     |                     |                     |
| БДП (номинални)               | $2,664 милијарде                                                          | $3,159 милијарде                                                  | $1,059 милијарде                                                  |                     |                     |                     |
| БДП (номинални) по становнику | $25,751                                                                   | $18,360                                                           | $18,360                                                           |                     |                     |                     |
| ПДБ (ППП)                     | $2,516 милијарде                                                          | $3,128 милијарде                                                  | $0,3658 милијарде                                                 |                     |                     |                     |
| ПДБ (ППП) по становнику       | $36,015                                                                   | $15,000                                                           | $36,327                                                           |                     |                     |                     |
| Реална стопа раста БДП-а      | 2,40%                                                                     | 3,60%                                                             | 3,60%                                                             |                     |                     |                     |
| Валута                        | арубски флорин                                                            | холандски антилски гулден                                         | холандски антилски гулден                                         |                     |                     |                     |